# Novo selo (arie protejată)
Novo selo este o arie protejată (sit de importanță comunitară — SCI) din Bulgaria întinsă pe o suprafață de 814,01 ha, integral pe uscat.

## Localizare
Centrul sitului Novo selo este situat la coordonatele 44°11′22″N 22°45′27″E / 44.1894°N 22.7576°E.

## Înființare
Situl Novo selo a fost declarat sit de importanță comunitară în noiembrie 2010 pentru a proteja 15 specii de animale.

## Biodiversitate
Situată în ecoregiunea continentală, aria protejată nu include niciun habitat protejat.
La baza desemnării sitului se află mai multe specii protejate:
- mamifere (1): vidră de râu (Lutra lutra)
- nevertebrate (2): Ophiogomphus cecilia, Unio crassus
- pești (12): scrumbie de dunăre (Alosa immaculata), avat (Aspius aspius), zvârluga (Cobitis taenia), Eudontomyzon mariae, Gymnocephalus baloni, răspăr (Gymnocephalus schraetzer), țipar (Misgurnus fossilis), săbiță (Pelecus cultratus), boarță (Rhodeus amarus), porcușor de șes (Romanogobio vladykovi), fusar (Zingel streber), pietrar (Zingel zingel)